# NPO
Stiftelsen Nederlandse Publieke Omroep (NPO) är det styrande organet för public service i Nederländerna. Uppgifterna för NPO består i att koordinera samarbetet med de nationella programbolagen, föra regi över programutbudet, fördela budgetar till de olika programbolagen, ansvara för distributionen, stödja med textning för hörselskadade, ansvara för inköp och försäljning av program och att utföra kvalitetsundersökningar av de olika plattformarna: radio, tv och internet.
I Nederländerna har NPO en marknadsandel 2017 på 31,6% inom television och 29,3% inom radio.

## Styrning
Ledningsgruppen lyder under en oberoende styrelse medan budget och tillsyn sorterar under den nederländska kulturdepartementet.
VD för NPO är sedan mitten av 2016 Shula Rijxman.

## Finansiering
Paraplybolaget NPO och alla de olika programbolagen som hör till public service i Nederländerna finansieras via det nederländska kulturdepartementet (OCW). Det totala statsbidraget från OCW för 2018 var 794 miljoner euro. 
För 2019 är statsbidraget 780 miljoner euro. 
NPO har även egna inkomster från t.ex. sålda programrättigheter. Under NPO finns även reklambolaget STER som organiserar all Radio- och TV-reklam i de olika kanalerna. Inkomsterna som STER genererar går dock inte till NPO själv utan går direkt tillbaka till kulturdepartementet. Årligen genereras reklaminkomster för ca 200 miljoner euro, vilket innebär att nettokostnaderna för skattebetalarna för public service i Nederländerna landar på runt 580-590 miljoner euro årligen.

## NPO:s TV-kanaler i Nederländerna
I Nederländerna har NPO ett Public Service-uppdrag med tre olika TV-kanaler som sänds över marknätet:
- NPO 1
- NPO 2
- NPO 3

Logotyp NPO 1
Logotyp NPO 2
Logotyp NPO 3

Utöver dessa tre kanaler finns en lång rad digitala temakanaler.

## NPO:s radiokanaler i Nederländerna
NPO har ett flertal radiokanaler i Nederländerna. De sänds både via analog och digital radio, och streamat på internet.
- NPO Radio 1 ("Nyheter, sport och debatt")
- NPO Radio 2 ("Musik")
- NPO Radio 3FM
- NPO Radio 4
- NPO Radio 5

Utöver dessa finns det ett flertal specialkanaler.

## Programbolag i Nederländerna
I Nederländerna styrs programutbudet från NPO av en rad olika självständiga programbolag, som ansvarar för alla programmen hos NPO både för tv och för radio. De har en historisk bakgrund som medlemsorganisationer med olika inriktning politiskt eller religiöst. Se även artikeln om public service i Nederländerna.
| Programbolag | Typ av bolag         | Målgrupp eller inriktning                |
| ------------ | -------------------- | ---------------------------------------- |
| AVROTROS     | A-bolag              | Liberal                                  |
| BNNVARA      | A-bolag              | Socialdemokratisk (BNN: Ungdom, vänster) |
| KRO-NCRV     | A-bolag              | Kristen-katolsk                          |
| EO           | A-bolag              | Orthodox-protestantisk                   |
| VPRO         | A-bolag              | Vänsterprogressiv                        |
| MAX          | A-bolag              | Äldre                                    |
| HUMAN        | Kandidatbolag        | Humanistisk                              |
| WNL          | Kandidatbolag        | Högerkonservativ                         |
| PowNed       | Kandidatbolag        | Ungdom, höger                            |
| NOS          | Public Service-bolag | Aktualiteter, nyheter, sport             |
| NTR          | Public Service-bolag | Kultur, utbildning, samhälle             |
| Ster         | Övrigt               | Reklambolag                              |